# Wynfrith
Wynfrith est un évêque anglo-saxon du VIIe siècle.

## Biographie
Diacre au service de l'évêque Chad, Wynfrith lui succède comme évêque des Merciens à sa mort, en 672. Il assiste au concile de Hertford organisé par l'archevêque Théodore de Tarse la même année. Quelques années plus tard, il est déposé pour insubordination par Théodore, sans que l'on connaisse exactement la nature des faits qui lui sont reprochés.
Après sa déposition, Wynfrith se retire dans le Lindsey, au monastère fondé par Chad à Barrow. La Vita sancti Wilfrithi rapporte qu'il lui est arrivé d'être confondu avec Wilfrid d'York en raison de la ressemblance entre leurs noms.